# 男儿本色 (2009年电视剧)
《男儿本色》是一部於2009年播放的中国大陆电视剧。由刘烨、罗嘉良、王雅捷、江若琳、徐正曦、杨雪、刘梓妍等主要演出，2009年3月横店开机，同年6月上海杀青。於2009年12月15日在浙江电视台钱江频道首播。以上海滩时代作背景，讲述上世纪二三十年代的旧上海两大家族的金融斗争和生死爱恨的错综纠葛。

## 播放平台
| 頻道               | 國家/地區 | 播放日期       | 劇場       | 時間         | 備註 |
| ------------------ | --------- | -------------- | ---------- | ------------ | ---- |
| 浙江电视台钱江频道 | 中国      | 2009年12月15日 |            |              |      |
| 广州电视台综合频道 | 中国      | 2010年3月7日   | 合家欢剧场 | 晚間7點05分  |      |
| 江苏卫视           | 中国      | 2010年6月1日   | 情感剧场   | 早上11點40分 |      |
| 江西卫视           | 中国      | 2010年6月1日   | 首选剧场   | 晚間7點30分  |      |
| 东南卫视           | 中国      | 2010年6月1日   | 东南剧苑   | 晚間7點35分  |      |
| 四川卫视           | 中国      | 2010年6月1日   | 黄金剧场   | 晚間7點30分  |      |

註：
1. ↑  以播映時間先後排列

## 演员阵容
| 角色         | 演员   | 配音 | 备注                                                                      |
| 周传雄       | 刘烨   |      | 周敬之之长子，周佩雯哥哥 原是富家子弟的他，却遭遇幼年丧父、家道中落       |
| 周敬之       | 罗嘉良 | 商虹 | 周传雄、周佩雯的父亲，旧上海永仁堂药业的董事长 被枪打瞎了眼睛，后来去世了 |
| 施孝仁       | 徐正曦 | 陈光 | 施祥庆之长子                                                              |
| 钟嘉钰       | 王雅捷 |      | 年少时投河逃婚(对象为施祥庆)，与周传雄结婚，成为四个子女的继母            |
| 周佩雯       | 江若琳 | 唐静 | 周敬之之女，周传雄妹妹                                                    |
| 布尼答春     | 杨雪   |      | 从小生活在清贫的家庭，和父亲以唱皮影戏为生                                |
| 陈华菁       | 刘梓妍 | 张凯 |                                                                           |
| 施祥庆(疯牛) | 黑子   | 陆揆 | 和周敬之本是患难之交，后来为钟嘉钰反目                                    |

## 外部連結
- 新浪网电视剧《男儿本色》专题 （页面存档备份，存于）